# Bísaro
O Porco Bísaro é uma raça autóctone Portuguesa.
Tipicamente oriundo da região de Trás-os-Montes, nos últimos anos tem sido feito um enorme esforço de recuperação da raça.

"Os tratados referem que a raça bísara tem como fronteira a sul o rio Tejo, no entanto, atualmente a esmagadora maioria das explorações da raça encontram-se em Trás-os-Montes, e a minoria está espalhada pelo Minho, Douro Litoral e Beira Litoral. "

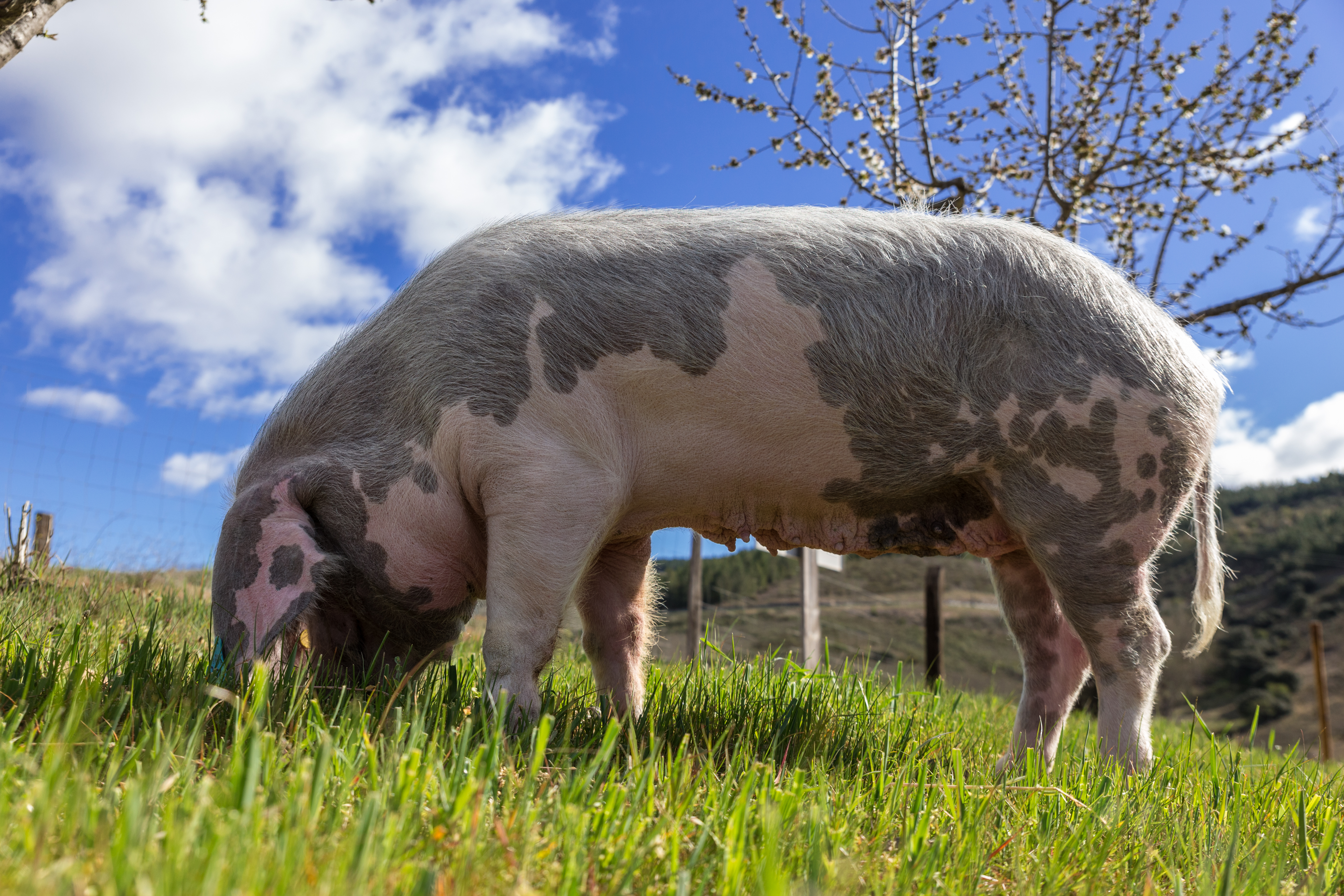
Porco Bísaro

A raça Bísara é o nome que se dá ao porco esgalgado, pernalto, de orelhas frouxas. De uma forma geral, os suínos de raça bísara caracterizam-se como sendo animais grandes, chegando a atingir 1m de altura e 1,8 mt da nuca à raiz da cauda. Trata-se de uma raça pouco rústica, mas bem adaptada ao sistema tradicional. A carne de porco bísaro distingue-se pelo sabor inconfundível e pela sua textura da gordura intramuscular que a torna marmoreada, macia e suculenta. Qualidades de um porco criado livremente no campo e alimentado a castanha.
O Museu do Bísaro, é um site inteiramente dedicado à explicação desta Raça tipicamente transmontana.
Deste animal surgem vários produtos com Denominação de Origem Protegida (DOP) e Indicação Geográfica Protegida (IGP):

## Ligações externas

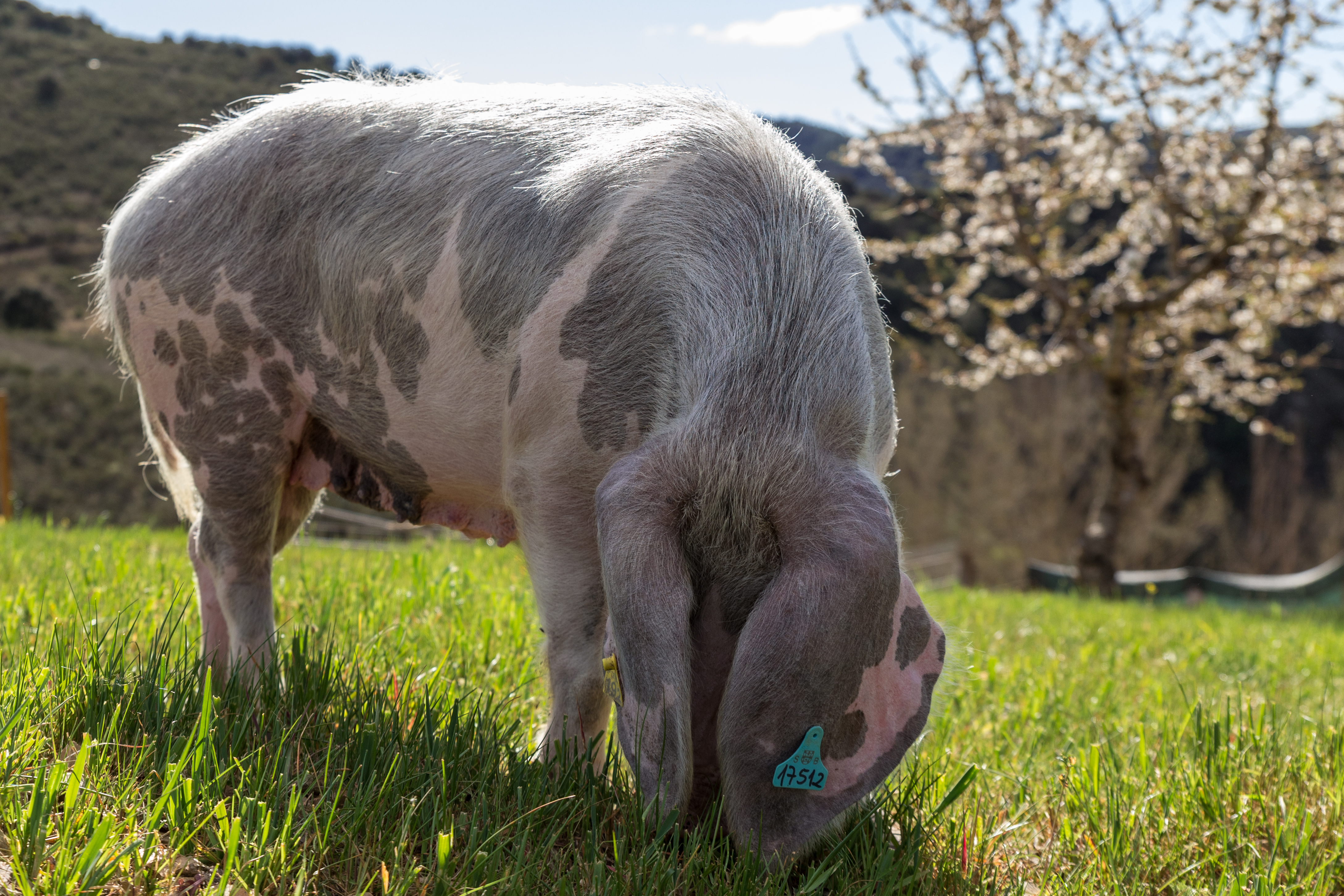
Porco Bísaro criado livremente em campo em Trás-os-Montes